# Бяшгизил – Учаджи
Бяшгизил – Учаджи – трубопровід на сході Туркменістану,  споруджений для видачі продукції кількох газових родовищ.
Газопровід завдовжки 90,5 км став до ладу в 2001 році. Він починається на родовищі Бяшгизил (Гарашсизлигин 10 йиллиги) і спершу прямує на захід до родовища Єлгуї, після чого довертає на північний захід у напрямку родовища Учаджи (введене в експлуатацію ще в першій половині 1980-х).
У кінцевому пункті маршруту трубопровід може передавати продукцію до лінії КС Каракум – Малай (із запуском системи Центральна Азія – Китай працює у східному напрямку). Крім того, в 2022-му став до ладу газопровід Учаджи – Зергер.